# Братська школа (Донецьк)

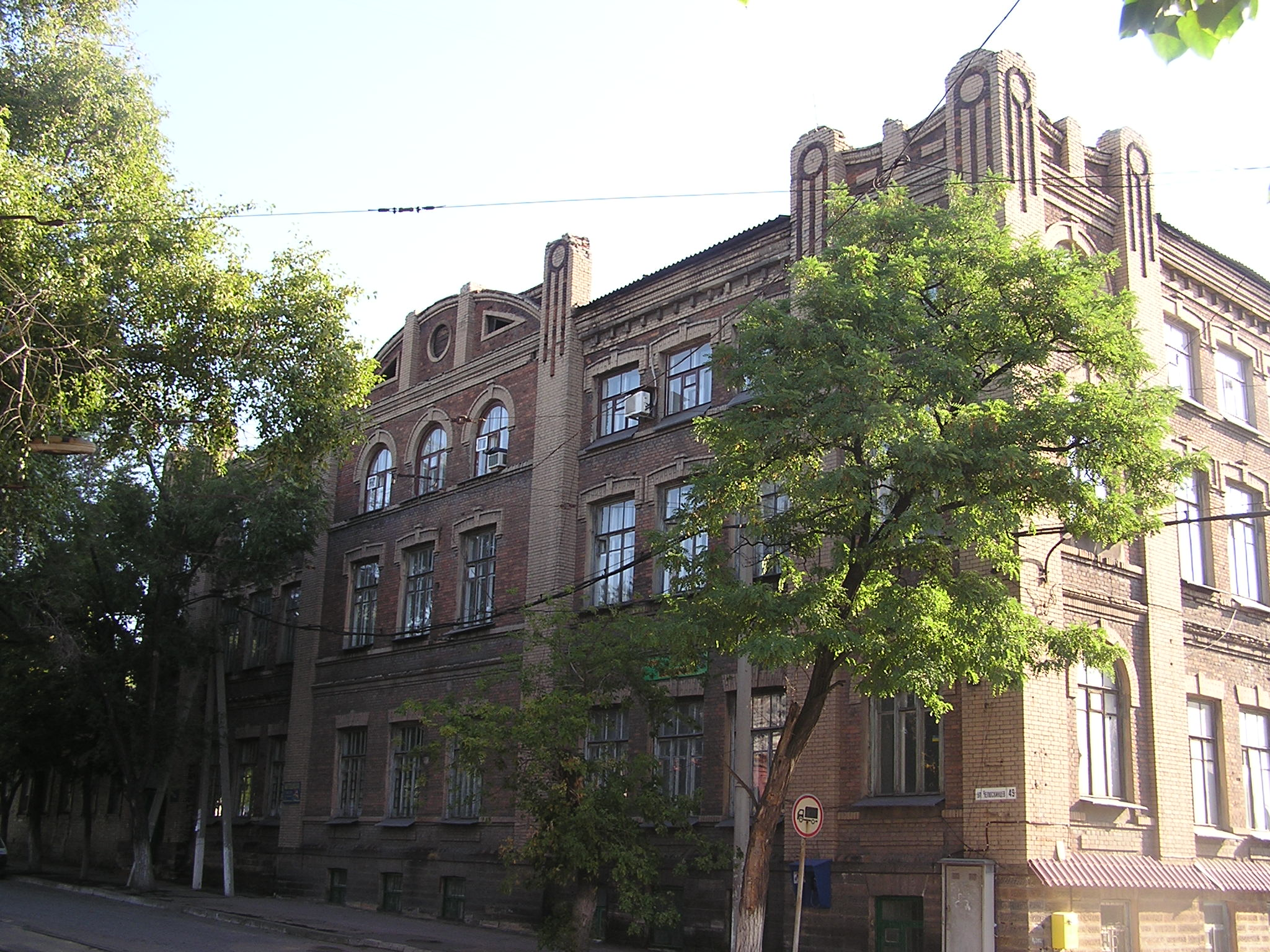
Будівля братської школи

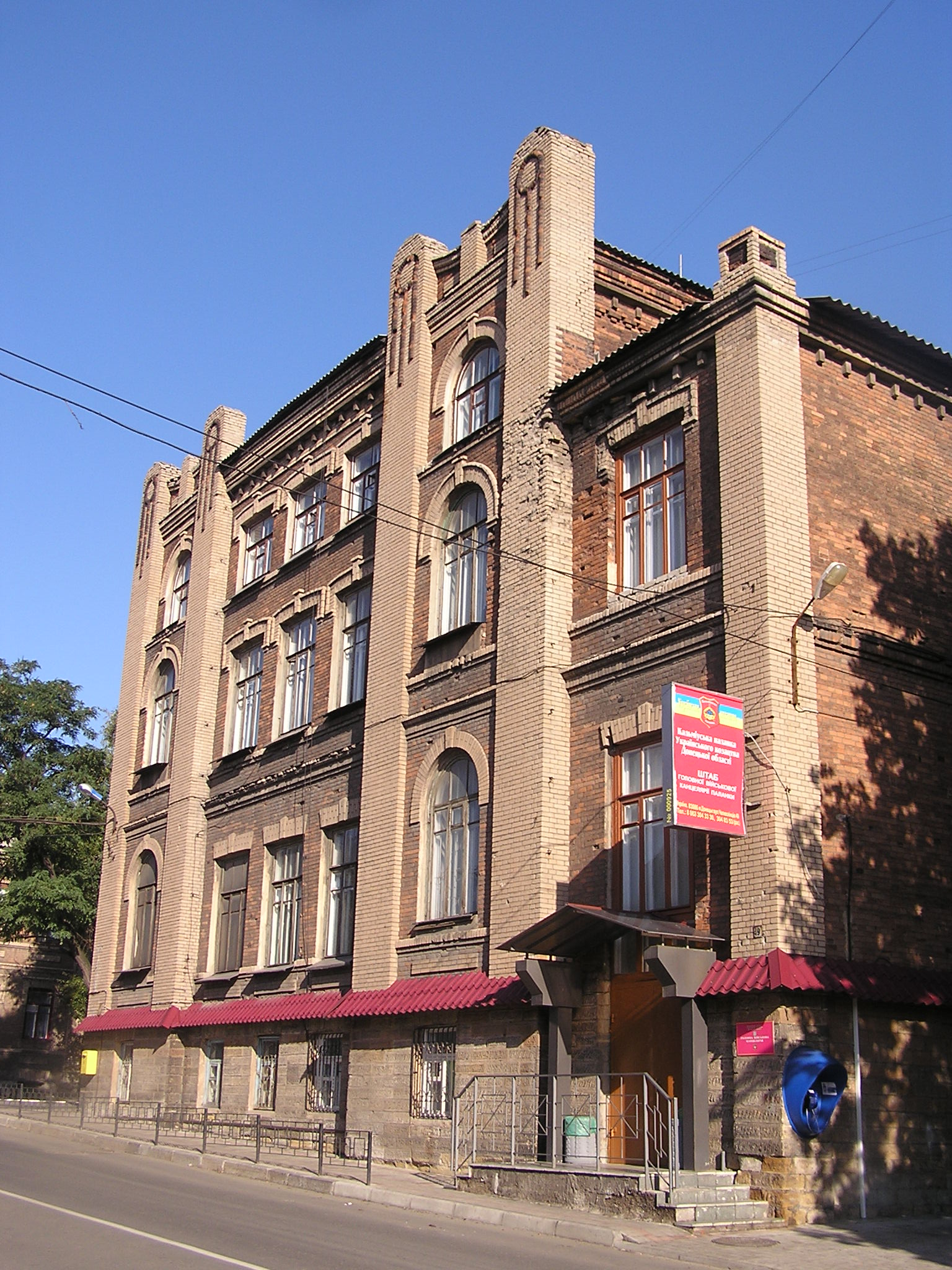
Будівля братської школи

Братська школа в Донецьку заснована церковиним братством Спасо-Преображенської церкви в 1896 році. В 1903 році для школи побудували триповерхову будівлю (вул. Челюскинців, 49), вона як і готель «Велика Британія» була одною з небагатьох багатоповерхових споруд в Юзівці.
Це була церковна школа, але в ній викладалися й світські дисципліни, такі ж самі, як і у середніх школах. В школі навчалися діти із сімей з різним рівнем доходів — купців, працівників. До 1917-го року в братській школі навчалось 1 002 школяра.
В 1925 році на другому поверсі братської школи знаходився Донецький краєзнавчий музей. Після музей переїхав театру братів Тудороських(в минулому).
В 1945 в кімнатах братської школи знаходився Донецький педінститут, поки відновлювався його напівзруйнований під час війни навчальний корпус. Кімнат в будівлі для педінституту було недостатньо. Шість кабінетів займали лабораторії та навчально-методичні кабінети. Дванадцять кабінетів займали навчальні класи, де у дві зміни навчались 34 академічні групи, а ввечері проводились курси підготовки і перепідготовки вчителів. В коридорах і на сходах проводились додаткові заняття й консультації. Силами студентів і викладачів ремонтувалась будівля, обладнувалися кабінети, лабораторії, навчальні аудиторії. В 1950 році інститут переїхав до нового навчального корпусу.
У різний час у будівлі знаходились неповна середня школа, вечірня школа робочої молоді й водійські курси. У цей час у будівлі знаходиться вечірня школа.